# Pachycnemia hippocastanata
Pachycnemia hippocastanata là một loài bướm đêm trong họ Geometridae.